# Адамс (округ, Північна Дакота)
Шаблон:StateAbbr_ 46°05′ пн. ш. 102°32′ зх. д. / 46.09° пн. ш. 102.53° зх. д.
О́круг А́дамс (англ. Adams County) — округ (графство) у штаті Північна Дакота, США. Ідентифікатор округу 38001.

## Історія
Округ утворений 1907 року.

## Демографія
За даними перепису
2000 року
загальне населення округу становило 2593 осіб, усе сільське.
Серед мешканців округу чоловіків було 1239, а жінок — 1354. В окрузі було 1121 садиб, 725 родин, які мешкали в 1416 будинках.
Середній розмір родини становив 2,85 осіб.
Віковий розподіл населення поданий у таблиці:
| Стать    | До 15 років | 15-21 | 22-29 | 30-39 | 40-49 | 50-65 | 65-85 | Понад 85 |
| -------- | ----------- | ----- | ----- | ----- | ----- | ----- | ----- | -------- |
| Чоловіки | 235         | 101   | 56    | 140   | 199   | 247   | 221   | 40       |
| Жінки    | 235         | 97    | 67    | 150   | 204   | 238   | 290   | 73       |

## Суміжні округи
- Геттінгер — північ
- Грант — північний схід
- Сіу — схід
- Перкінс, Південна Дакота — південь
- Гардінґ, Південна Дакота — південний захід
- Баумен — захід
- Слоуп — північний захід

## Виноски
1. ↑  North Dakota Secretary of State (1995). North Dakota Blue Book. Bismarck: North Dakota Secretary of State. с. 446.
2. ↑  US Decennial Census. US Census Bureau. Архів оригіналу за 26 квітня 2015. Процитовано 27 січня 2015.
3. ↑  Historical Census Browser. University of Virginia Library. Архів оригіналу за 11 серпня 2012. Процитовано 27 січня 2015.
4. ↑  Forstall, Richard L., ред. (27 березня 1995). Population of Counties by Decennial Census: 1900 to 1990. US Census Bureau. Архів оригіналу за 5 березня 2015. Процитовано 27 січня 2015.
5. ↑  Census 2000 PHC-T-4. Ranking Tables for Counties: 1990 and 2000 (PDF). US Census Bureau. 2 квітня 2001. Архів оригіналу (PDF) за 18 грудня 2014. Процитовано 27 січня 2015.
6. ↑  State & County QuickFacts. Бюро перепису населення США. Архів оригіналу за 7 червня 2011. Процитовано 31 жовтня 2013. [Архівовано 2015-12-07 у Wayback Machine.](англ.) Наведено за англійською вікіпедією.
7. ↑  American FactFinder. Бюро перепису населення США. Архів оригіналу за 26 лютого 2012. Процитовано 31 січня 2008. [Архівовано 2008-05-21 у Wayback Machine.]

| США | Це незавершена стаття з географії США. Ви можете допомогти проєкту, виправивши або дописавши її. |